# Інкерман (парафія, Нью-Брансвік)
Інкерман (англ. Inkerman) — парафія в Канаді, у провінції Нью-Брансвік, у складі графства Глостер.

## Населення
За даними перепису 2016 року, парафія нараховувала 2366 осіб. Середня густина населення становила 22 осіб/км².
З офіційних мов обидвома одночасно володіли 870 жителів, тільки англійською — 25, тільки французькою — 1 380. Усього 5 осіб вважали рідною мовою не одну з офіційних.
Працездатне населення становило 55% усього населення, рівень безробіття — 18,8% (28,1% серед чоловіків та 10% серед жінок). 92% осіб були найманими працівниками, а 7,1% — самозайнятими.
Середній дохід на особу становив $33 322 (медіана $27 179), при цьому для чоловіків — $39 602, а для жінок $27 301 (медіани — $33 104 та $22 240 відповідно).
18,4% мешканців мали закінчену шкільну освіту, не мали закінченої шкільної освіти — 40%, 41,5% мали післяшкільну освіту, з яких 16,6% мали диплом бакалавра, або вищий.
| Статево-вікова структура населення | Статево-вікова структура населення | Статево-вікова структура населення | Статево-вікова структура населення | Статево-вікова структура населення |
| ---------------------------------- | ---------------------------------- | ---------------------------------- | ---------------------------------- | ---------------------------------- |
|                                    |                                    |                                    |                                    |                                    |
| Всього                             | Всього                             | 51,0%49,0%                         |                                    |                                    |
| 0 — 14 років                       | 0 — 14 років                       |                                    | 11%                                | 11%                                |
| 15 — 64 років                      | 15 — 64 років                      |                                    | 64,5%                              | 64,5%                              |
| 65 і більше                        | 65 і більше                        |                                    | 24,5%                              | 24,5%                              |
| 85 і більше                        | 85 і більше                        |                                    | 2,7%                               | 2,7%                               |
| Середній вік (років)               | Середній вік (років)               | 48,048,8                           | 48,4                               | 48,4                               |
| Медіана (років)                    | Медіана (років)                    | 52,152,8                           | 52,4                               | 52,4                               |
| — чоловіки — жінки                 |                                    |                                    |                                    |                                    |

| Походження мешканців:     | Походження мешканців:     | Походження мешканців: | Походження мешканців: | Походження мешканців: |
| ------------------------- | ------------------------- | --------------------- | --------------------- | --------------------- |
| Походження                |                           |                       | осіб                  | %                     |
| Корінні американці        | Корінні американці        |                       | 150                   | 6.73%                 |
| Інше північноамериканське | Інше північноамериканське |                       | 1 875                 | 84.08%                |
| Європейське               | Європейське               |                       | 670                   | 30.04%                |
| британське                | британське                |                       | 200                   | 8.97%                 |
| французьке                | французьке                |                       | 540                   | 24.22%                |
| Азійське                  | Азійське                  |                       | 20                    | 0.9%                  |

| Зайнятість населення за галузями (за класифікацією NOC): | Зайнятість населення за галузями (за класифікацією NOC): | Зайнятість населення за галузями (за класифікацією NOC): | Зайнятість населення за галузями (за класифікацією NOC): | Зайнятість населення за галузями (за класифікацією NOC): |
| -------------------------------------------------------- | -------------------------------------------------------- | -------------------------------------------------------- | -------------------------------------------------------- | -------------------------------------------------------- |
|                                                          |                                                          |                                                          |                                                          |                                                          |
| Управління                                               | Управління                                               |                                                          | 3,6%                                                     | 3,6%                                                     |
| Бізнес, фінанси та адміністрування                       | Бізнес, фінанси та адміністрування                       |                                                          | 10,4%                                                    | 10,4%                                                    |
| Природничі та прикладні науки                            | Природничі та прикладні науки                            |                                                          | 3,6%                                                     | 3,6%                                                     |
| Охорона здоров'я                                         | Охорона здоров'я                                         |                                                          | 15,3%                                                    | 15,3%                                                    |
| Освіта, правозахист, муніципальні та урядові служби      | Освіта, правозахист, муніципальні та урядові служби      |                                                          | 5,4%                                                     | 5,4%                                                     |
| Мистецтво, культура, відпочинок та спорт                 | Мистецтво, культура, відпочинок та спорт                 |                                                          | 0,9%                                                     | 0,9%                                                     |
| Роздрібна торгівля та послуги                            | Роздрібна торгівля та послуги                            |                                                          | 16,7%                                                    | 16,7%                                                    |
| Гуртова торгівля, транспорт та обладнання                | Гуртова торгівля, транспорт та обладнання                |                                                          | 26,1%                                                    | 26,1%                                                    |
| Природні ресурси, сільське господарство                  | Природні ресурси, сільське господарство                  |                                                          | 6,3%                                                     | 6,3%                                                     |
| Виробництво                                              | Виробництво                                              |                                                          | 12,6%                                                    | 12,6%                                                    |

## Клімат
Громада знаходиться у зоні, котра характеризується вологим континентальним кліматом з теплим літом. Найтепліший місяць — липень із середньою температурою 18.7 °C (65.6 °F). Найхолодніший місяць — січень, із середньою температурою -9.8 °С (14.3 °F).
| Клімат Інкермана        | Клімат Інкермана | Клімат Інкермана | Клімат Інкермана | Клімат Інкермана | Клімат Інкермана | Клімат Інкермана | Клімат Інкермана | Клімат Інкермана | Клімат Інкермана | Клімат Інкермана | Клімат Інкермана | Клімат Інкермана | Клімат Інкермана |
| Показник                | Січ.             | Лют.             | Бер.             | Квіт.            | Трав.            | Черв.            | Лип.             | Серп.            | Вер.             | Жовт.            | Лист.            | Груд.            | Рік              |
| Абсолютний максимум, °C | 9                | 10               | 15               | 27               | 31               | 32               | 33               | 35               | 32,5             | 26               | 18               | 13               | 35               |
| Середній максимум, °C   | −5,5             | −4,9             | 0,3              | 5,8              | 13,5             | 19,9             | 23,1             | 23,1             | 18,4             | 11,3             | 4,3              | −1,7             | 9                |
| Середня температура, °C | −9,8             | −9,7             | −4,1             | 1,9              | 8,8              | 15               | 18,7             | 18,6             | 14,2             | 7,6              | 1,3              | −5,1             | 4,8              |
| Середній мінімум, °C    | −14,1            | −14,4            | −8,6             | −2               | 4,1              | 10,1             | 14,1             | 14               | 9,9              | 3,9              | −1,7             | −8,5             | 0,6              |
| Абсолютний мінімум, °C  | −32,5            | −30              | −27,5            | −18,5            | −4               | 0                | 6,5              | 4                | −0,5             | −5,5             | −15              | −25              | −32,5            |
| Норма опадів, мм        | 97.3             | 79               | 91.2             | 82.6             | 85.6             | 74.9             | 80.9             | 95               | 73.8             | 108              | 102.4            | 106.6            | 1077.2           |
| ----------------------- | ---------------- | ---------------- | ---------------- | ---------------- | ---------------- | ---------------- | ---------------- | ---------------- | ---------------- | ---------------- | ---------------- | ---------------- | ---------------- |
| Джерело: Weatherbase    |                  |                  |                  |                  |                  |                  |                  |                  |                  |                  |                  |                  |                  |